# Lê Thu Hằng
Lê Thu Hằng (sinh năm 1980) có nghệ danh Thu Hằng là nữ diễn viên Chèo người Việt Nam. Cô được phong tặng danh hiệu Nghệ sĩ ưu tú năm 2011.

## Tiểu sử
Lê Thu Hằng sinh ra tại Nghĩa Lộ, Yên Bái, là con út trong một gia đình không có truyền thống nghệ thuật. Quê nội ở Gia Thanh, Gia Viễn, Ninh Bình, còn quê ngoại ở Hải Phòng. Năm học lớp 8, Thu Hằng được Đoàn chèo Yên Bái tuyển chọn để gửi sang Thái Bình đào tạo chuyên nghiệp về chèo. Thu Hằng theo học cấp bặc trung cấp từ năm 1993 đến 1996 cô về Đoàn chèo Yên Bái công tác. Đến năm 1999, Đoàn chèo Yên Bái và Đoàn Ca múc nhạc Yên Bái sáp nhập, Thu Hằng xin chuyển công tác về Nhà hát Chèo Việt Nam.
Lê Thu Hằng được phong tặng danh diệu Nghệ sĩ ưu tú vào đợt 7 năm 2011, sau khi nhận được danh danh hiệu, cô chuyển sang Nhà hát Chèo Hà Nội vào năm 2012.

## Giải thưởng
| Năm  | Giải thưởng                                        | Vở diễn              | Vai diễn     | Kết quả         | Chú thích |
| ---- | -------------------------------------------------- | -------------------- | ------------ | --------------- | --------- |
| 1997 | Giọng hát hay Phát thanh Truyền hình Yên Bái       |                      |              | Giải Nhất       | [ 2 ]     |
|      | (cấp tỉnhYên Bái)                                  | Nguyễn Thái Học      | Huyện Liên   | Huy chương Vàng | [ 2 ]     |
| 1998 | Tài năng trẻ Sân khấu chèo toàn quốc               | Trương Viên          | Thị Phương   |                 | [ 2 ]     |
| 2000 | Hội diễn chèo chuyên nghiệp toàn quốc              | Nỗi đời Tám Bính     | Tám Bính     | Huy chương Vàng | [ 2 ]     |
| 2003 | Tài năng trẻ sân khấu toàn quốc                    |                      |              | Giải Nhẩt       | [ 3 ]     |
| 2016 | Tài năng trẻ Sân khấu chèo chuyên nghiệp toàn quốc | Nàng thứ phi họ Đặng | Đặng thứ phi | Huy chương Vàng | [ 2 ]     |